# Elf Minuten
Elf Minuten (portugiesischer Originaltitel Onze Minutos) ist ein Roman des brasilianischen Schriftstellers Paulo Coelho aus dem Jahr 2003. Übersetzungen erschienen im selben Jahr in Deutsch im Diogenes Verlag, Zürich, und in Englisch als Eleven Minutes im Verlag Knv Import. Der Roman thematisiert die Entwicklung von Maria, einer jungen Brasilianerin, die über diverse Umwege, unter anderen über die Prostitution, sich selbst und ihre Liebesfähigkeit entdeckt.

## Inhalt
Die junge Brasilianerin Maria geht nach Rio de Janeiro, einerseits aus Abenteuerlust, andererseits reizt sie die Vorstellung, später als erfolgreiche und verheiratete Frau in ihr Heimatdorf zurückzukehren. In Rio lernt sie einen Schweizer kennen, der sie mit nach Europa nimmt. Sie hofft, als Sambatänzerin berühmt zu werden. Statt aber in einem Club zu tanzen, findet sie sich schnell in der Prostitution wieder. Nach einiger Zeit werden ihr besondere Kunden zugewiesen, die sie in den Bereich des Sadomasochismus (BDSM) einweisen, den sie körperlich genießt. Da Maria seit Jahren aufgrund unglücklicher Erfahrungen in ihrer Jugend von ihrer gestörten Beziehungs- und Empfindungsfähigkeit überzeugt ist, hat sie eine zynische Einstellung angenommen. Ihr Leiden wird allerdings in Tagebucheinträgen deutlich, wenn sie vermerkt: „Ich will begreifen, was Liebe ist, aber bislang leide ich nur. Diejenigen, die meine Seele berühren, können meinen Körper nicht wecken. Und die, denen ich mich hingebe, können meine Seele nicht berühren.“ Doch als sie einem jungen Maler begegnet und sich in ihn verliebt, wird ihre Weltvorstellung ins Wanken gebracht, wenngleich Maria mit der Liebe abgeschlossen hatte. In der Beziehung zu Ralf, dem Maler, erfährt sie eine für sie neue Form der Liebe, die ihr eine ungeahnte umfassende Erfüllung ermöglicht. Die Extremvarianten der Sexualität werden angesichts der psychischen Verbundenheit der Liebenden überflüssig – erotische Empfindungen gestalten sich mitunter sehr intensiv nur in Gedanken und Vorstellungen.

## Interpretation
Der Roman zeigt die Selbstfindung einer jungen Frau, deren innere Entwicklung – von naivem Landmädchen über abgebrühte Geschäftsfrau und Sexarbeiterin zur liebenden Frau – sowohl auf körperlicher wie auch auf spiritueller Ebene geschildert wird.
Eine Deutung verweist auf die Lust an der Selbstaufgabe in der Liebe und die Entdeckung eines authentischeren Empfindens.
Die für Coelho signifikante einfache Sprache verleihe der Geschichte von Maria etwas Märchenhaftes. So beginnt der Roman entsprechend mit: „Es war einmal eine Prostituierte namens Maria.“ Diese Einfachheit stehe jedoch oftmals in starkem Kontrast zu der inhaltlichen Thematik, was die Entfaltung einer philosophischen Grundstimmung fördere.
Der Titel des Romans bezieht sich auf die elf Minuten, die – nach Marias Berechnung – der eigentliche Sex mit ihren Freiern einnimmt.

## Rezeption
Elf Minuten wurde sehr kontrovers aufgenommen. Kritische Stimmen stört die verharmlosende Darstellung der Prostitution, des Sextourismus und der dahinter stehenden unwürdigen Lebensbedingungen. Die Liebesbeziehung und Marias Wandlung werden entsprechend als überhöht bewertet und das Werk an der Grenze zum Kitsch eingestuft.
Die positiven Rezensionen stellen lobend heraus, dass es Coelho gelänge, ohne jeden moralischen Zeigefinger und Dogmatismus den Weg einer Frau, ausgestattet mit einer oft naiv wirkenden Unbekümmertheit, zu schildern. Dabei würden existenzielle und intime Themen gleichermaßen aufgenommen und drastische Sexszenen ohne falsche Scham geschildert. Der Roman wurde als „modernes Märchen über die Alchemie der Liebe“ und „Reise zu sich selbst“ vermarktet und wurde ein Bestseller.